# 超级无敌掌门狗

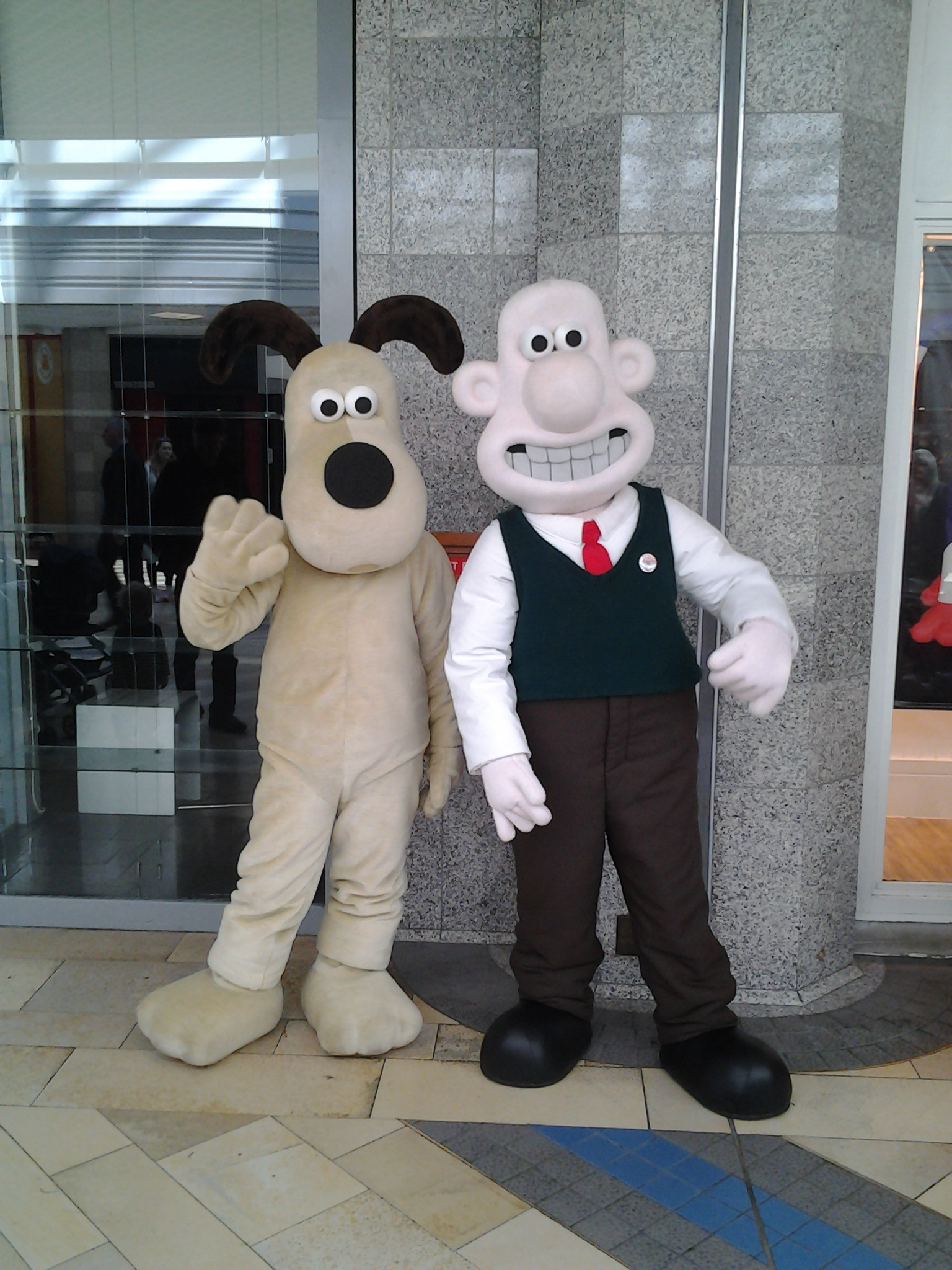
布里斯托尔的超级无敌掌门狗慈善艺术展，真人装扮的华莱士与阿高

《超级无敌掌门狗》（英語：Wallace and Gromit）是由尼克·帕克創作，並由阿德曼动画製作的英國黏土定格動畫喜劇系列。該系列包含四部短片和兩部長片電影，並衍生出許多周邊產品和電視改編作品。這個系列主要圍繞著兩名角色，一個性情溫和、古怪且熱愛奶酪的業餘發明家「華萊士」（Wallace），和他忠誠且聰明的擬人化小獵犬「阿高」（（Gromit）的故事展開。
該系列的第一部短片《酷狗寶貝：月球野餐記》於1989年完成並上映。隨後到2010年之前，華萊士的配音一直由演員彼德·沙利斯擔任，之後由本·懷特黑德接任。雖然華萊士在劇中經常說話，但阿高基本上保持沉默，通過面部表情和肢体语言進行交流。
由於其系列的受歡迎程度，這些角色被形容為現代英國文化和英國人的國際文化象徵。BBC新聞稱他們是「來自英國最知名和最受喜愛的明星之一」。《Icons》稱他們「比任何官方任命的大使都更能改善英國在世界範圍內的形象」。雖然故事並未明確設定在某個特定的城鎮，但帕克曾暗示其居住地點的靈感來自於1950年代的北英格蘭威根。華萊士的口音來自西約克郡的霍姆谷，而他喜歡的溫斯萊代爾奶酪則來自北約克郡的溫斯萊代爾。
《酷狗寶貝》系列在各界評價上廣受好評，前三部短片《月球野餐記》（1989年）、《引鵝入室》（1993年）和《剃刀邊緣》（1995年）在爛番茄都獲得了100%的好評；長片《酷狗寶貝之魔兔詛咒》（2005年）也得到了讚譽。這部長片是世界票房第二高的定格動畫電影，僅次於帕克的另一部作品《小鸡快跑》（2000年）。第四部短片《酷狗寶貝：麵包與死亡事件》於2008年上映。該系列獲得了眾多獎項，包括五個英國電影學院獎、三個奧斯卡獎和一個皮博迪獎。
華萊士與阿高領導了兩個兒童慈善機構的募款活動：包括酷狗寶貝基金會，支持英國的兒童安寧療護和醫院，以及布里斯托兒童醫院的酷狗寶貝大呼籲。2010年12月，華萊士與阿高出現在英國皇家郵政發行的節日主題郵票系列上。

## 歷史

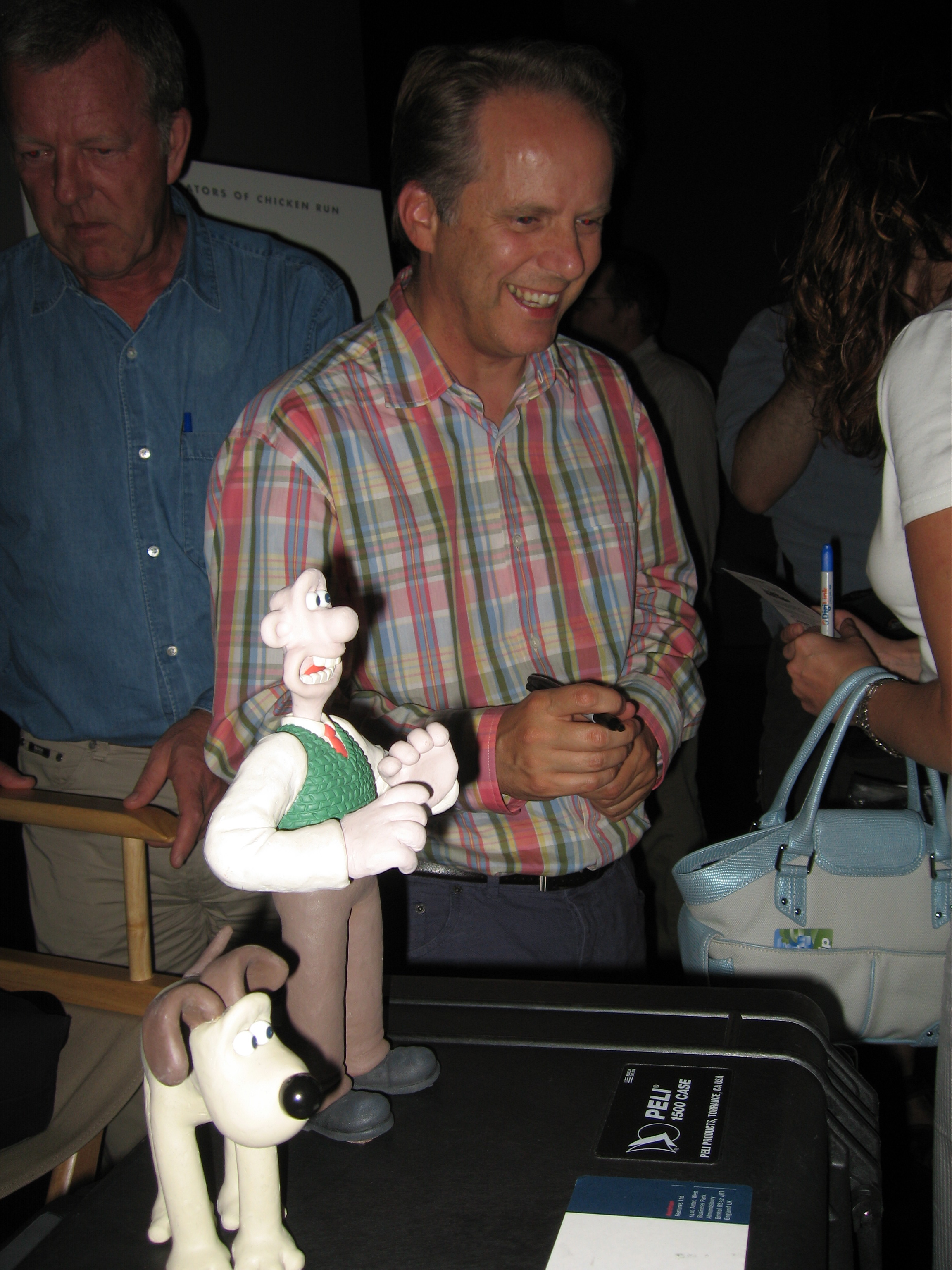
尼克·帕克與华莱士、阿高玩偶，攝於2005年。

《酷狗寶貝》系列的第一部短片《酷狗寶貝：月球野餐記》於1990年獲得奧斯卡最佳動畫短片提名。隨後的短片《引鵝入室》和《剃刀邊緣》也相繼推出，並獲得高度評價。2005年上映的長片《酷狗寶貝之魔兔詛咒》贏得了奧斯卡最佳動畫長片獎。
2007年1月，由於創作分歧以及《鼠國流浪記》的票房失敗，與夢工廠和阿德曼動畫簽訂的五部電影合約在製作三部後宣告終止。帕克後來表示，夢工廠的高管在試映後希望將非常英式風格《酷狗寶貝》「美國化」而這將破壞這對搭檔的魅力。第四部短片《麵包與死亡事件》是帕克在結束與夢工廠合作後的首部作品，該片是2008年英國收視率最高的電視節目。《麵包與死亡事件》獲得了2008年英國電影學院獎最佳短片動畫獎，並在2010年獲得奧斯卡提名。2013年，阿德曼動畫的聯合創始人之一彼得·洛德表示目前沒有製作新短片的計劃，帕克在次年宣布，由於華萊士的配音演員彼德·沙利斯健康狀況惡化，可能會影響未來的電影製作，儘管本·懷特黑德可以替代他的配音。
2017年5月4日，洛德在德國斯图加特的一個動畫節活動上表示，未來還可能會有更多《酷狗寶貝》項目。他表示：「當尼克不在畫穴居人時，他就在畫華萊士與阿高......我絕對認為他會再做一部，但不是長片電影。我認為他發現長片太費力了，他更喜歡半小時的格式。」
彼德·沙利斯於2017年6月2日逝世，享耆壽96歲。2018年，帕克對《廣播時報》表示：「沙利斯是一個非常特別且獨特的人，要填補他的空缺很難，但我認為他希望我們繼續下去，我還有更多《酷狗寶貝》的點子。」2019年，帕克宣布正在開發一個新的《酷狗寶貝》項目。「我不能透露太多，否則會破壞驚喜，但華萊士與阿高又要開始他們的老把戲了。」
2020年5月，阿德曼動畫宣布發布《大修理》（The Big Fix Up），這是一個以擴增實境（AR）移動應用形式呈現的《酷狗寶貝》故事。該應用程序於2021年1月18日發布，配音演員包括米瑞安·瑪格萊斯、伊西·蘇提和吉姆·卡特。

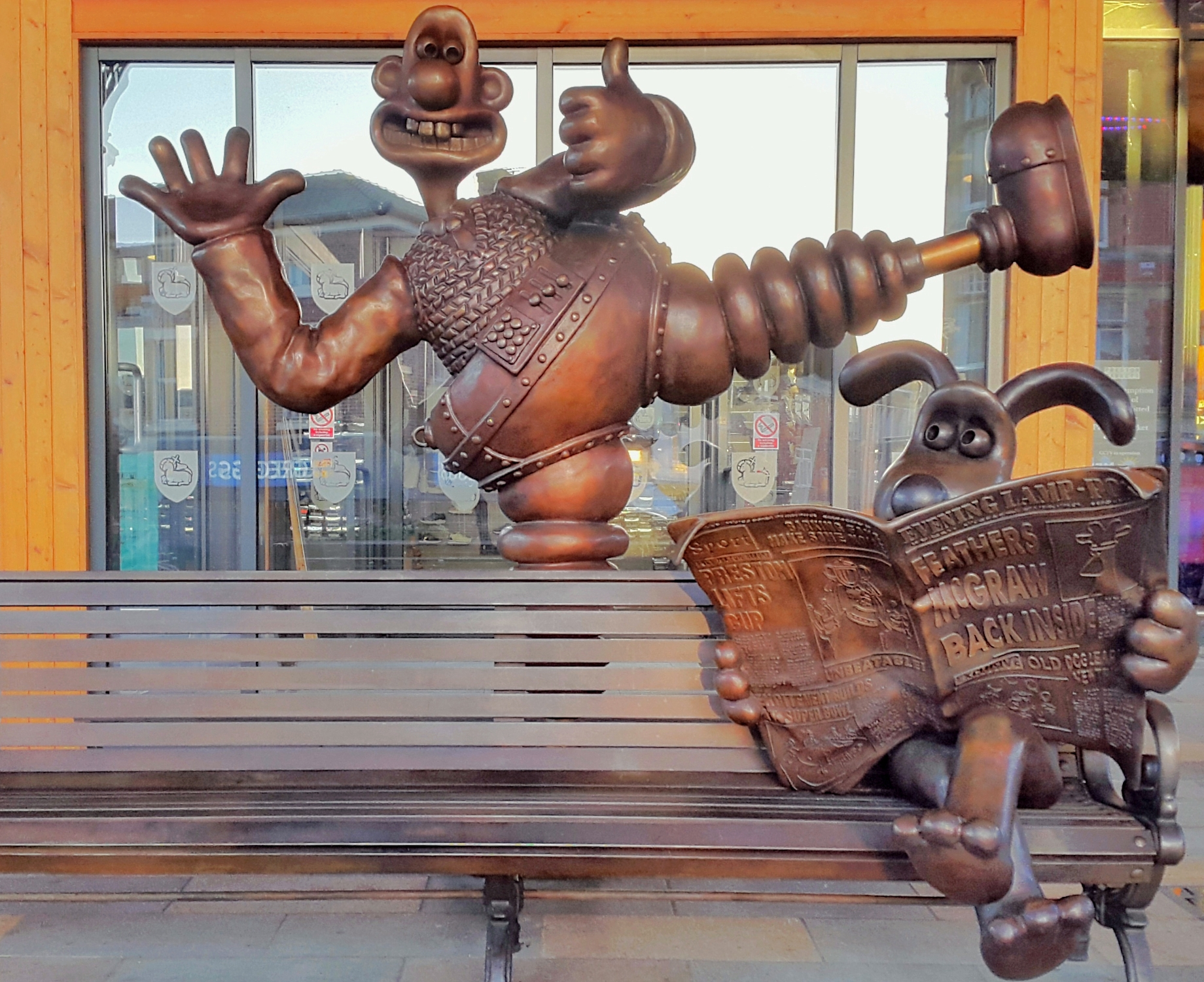
華萊士與阿高的青銅長椅雕像。

2021年9月，一座華萊士與阿高的青銅長椅雕像在帕克的家鄉蘭開夏郡普雷斯顿揭幕。2022年1月，阿德曼宣布了一部新電影《超級無敵掌門狗》，該片將於2024年在Netflix全球上映，但在英國將先在BBC首映，之後再登陸Netflix。

## 角色
- 华力士：阿高的主人,很會發明東西,喜歡吃乳酪加餅乾,曾經因為要找有乳酪的地方,而到月球,因為他相信,月球是由乳酪製成的。有時也常常發明失敗作品
- 阿高：華力士的狗,不會說話,聰明,是華力士的好夥伴,常常當他的助手,有時也會鬧事

## 系列作品

### 主系列
| 標題                     | 英國上映日期   | 導演                     | 編劇                                           | 故事                                           | 製作人                                                          |
| 迷你短片                 | 迷你短片       | 迷你短片                 | 迷你短片                                       | 迷你短片                                       | 迷你短片                                                        |
| ------------------------ | -------------- | ------------------------ | ---------------------------------------------- | ---------------------------------------------- | --------------------------------------------------------------- |
| 酷狗寶貝：月球野餐記     | 1989年11月4日  | 尼克·帕克                | 尼克·帕克與史蒂夫·羅希頓                       | 尼克·帕克與史蒂夫·羅希頓                       | 羅伯·科普蘭                                                     |
| 酷狗寶貝：引鵝入室       | 1995年12月26日 | 尼克·帕克                | 尼克·帕克、鮑勃·貝克、布萊恩·希伯理            | 尼克·帕克、鮑勃·貝克、布萊恩·希伯理            | 克里斯多福·莫爾                                                 |
| 酷狗寶貝：剃刀邊緣       | 1995年12月24日 | 尼克·帕克                | 鮑勃·貝克與尼克·帕克                           | 鮑勃·貝克與尼克·帕克                           | 卡拉·雪萊與邁克爾·羅斯                                          |
| 酷狗寶貝：麵包與死亡事件 | 2008年12月25日 | 尼克·帕克                | 尼克·帕克與鮑勃·貝克                           | 尼克·帕克與鮑勃·貝克                           | 史蒂夫·佩格拉姆                                                 |
| 長篇電影                 |                |                          |                                                |                                                |                                                                 |
| 酷狗寶貝之魔兔詛咒       | 2005年10月7日  | 尼克·帕克與史蒂夫·博克斯 | 尼克·帕克、史蒂夫·博克斯、馬克·伯頓、鮑勃·貝克 | 尼克·帕克、史蒂夫·博克斯、馬克·伯頓、鮑勃·貝克 | 克萊爾·詹寧斯、卡拉·雪萊, 彼得·洛德、大衛·斯普羅斯頓、鮑勃·貝克 |
| 酷狗寶貝之復仇企鵝       | 2024年12月25日 | 尼克·帕克與馬林·克羅辛漢 | 馬克·伯頓                                      | 鮑勃·貝克、馬克·伯頓                           | 理查德·畢克                                                     |

### 衍生系列
| 標題                                      | 英國上映日期   | 導演                           | 編劇                                            | 故事                                            | 製作人                   |
| 迷你系列                                  | 迷你系列       | 迷你系列                       | 迷你系列                                        | 迷你系列                                        | 迷你系列                 |
| ----------------------------------------- | -------------- | ------------------------------ | ----------------------------------------------- | ----------------------------------------------- | ------------------------ |
| 咪咪羊：提米的聖誕驚喜                    | 2011年12月12日 |                                |                                                 |                                                 |                          |
| 咪咪羊：提米的海邊救援                    | 2012年7月13日  |                                |                                                 |                                                 |                          |
| 笑笑羊：農夫的駱駝                        | 2015年12月26日 | 傑·格雷斯                      | 尼克·文森特·墨菲、 李·普萊斯曼、理查德·斯塔扎克 | 尼克·文森特·墨菲、 李·普萊斯曼、理查德·斯塔扎克 | 保羅·丘利、約翰·伍利     |
| 笑笑羊：聖誕節前的飛行                    | 2021年12月3日  | 史蒂夫·考克斯                  | 馬克·伯頓、賈爾斯·皮爾布羅                      | 馬克·伯頓、賈爾斯·皮爾布羅                      |                          |
| 長篇電影                                  |                |                                |                                                 |                                                 |                          |
| 小羊肖恩大电影                            | 2015年2月6日   | 馬克·伯頓與理查德·哥勒斯索斯基 | 馬克·伯頓與理查德·哥勒斯索斯基                  | 馬克·伯頓與理查德·哥勒斯索斯基                  | 保羅·丘利、朱莉·洛克哈特 |
| 小羊肖恩2：末日农场                       | 2019年10月18日 | 威爾·貝徹和理查·費蘭           | 馬克·伯頓和喬恩·布朗                            | 理查德·斯塔扎克                                 | 保羅·庫利                |
| 註記 - 空白單元格表示該資訊不適用於該系列 |                |                                |                                                 |                                                 |                          |

### 電視系列
| 標題                     | 播映時段       | 播映時段       | 系列   | 集數   |
| 標題                     | 開播日期       | 劇終日期       | 系列   | 集數   |
| 主系列                   | 主系列         | 主系列         | 主系列 | 主系列 |
| ------------------------ | -------------- | -------------- | ------ | ------ |
| 酷狗寶貝：異想天開小發明 | 2002年10月15日 | 2002年10月15日 | 1      | 10     |
| 酷狗寶貝：發明的世界     | 2010年11月3日  | 2010年12月8日  | 1      | 6      |
| 外傳                     |                |                |        |        |
| 笑笑羊                   | 2007年3月5日   | 至今           | 6      | 170    |
| 小小羊蒂米               | 2009年4月6日   | 2012年7月13日  | 3      | 78     |
| 笑笑羊3D                 | 2012年3月7日   | 2012年6月13日  | 1      | 15     |
| 笑笑羊冠軍羊             | 2012年7月2日   | 2012年7月13日  | 1      | 21     |